# Kollankoil
Kollankoil es una ciudad y nagar Panchayat situada en el distrito de Erode en el estado de Tamil Nadu (India). Su población es de 9196 habitantes (2011).

## Demografía
Según el censo de 2011 la población de Kollankoil era de 9196 habitantes, de los cuales 4617 eran hombres y 4579 eran mujeres. Kollankoil tiene una tasa media de alfabetización del 71,58%, inferior a la media estatal del 80,09%: la alfabetización masculina es del 80,39%, y la alfabetización femenina del 62,75%.